# فرموس
فرموس (توفي 375م) كان قائدا أمازيغيا من قبائل المور الامازيغية في إفريقيا الرومانية في القرن الرابع ميلادي. قاد تمرد ضد الإمبراطورية الرومانية أثناء حكم فالنتينيان الأول.

## حياته
كان فرموس ابن أمير أمازيغي، وكذلك مسيحي ثري يدعى نوبل. عندما توفي والده ، قتل فرموس أخاه غير الشقيق زماك ، الذي استولى بشكل غير قانوني على ثروة نوبل ، وأصبح خليفة لوالده.
بين عامي 372 و 375م ، تمرد فرموس ضد رومانوس الحاكم الروماني لأفريقية، الذي كان من مؤيدي زماك. سوء سلوك رومانوس مع القبائل الأمازيغية، مما أدى إلى تفاقم الوضع في مقاطعة إفريقيا.
عمل فرموس على تحريض جميع قبائل موريطانيا القيصرية وبذلك حصل على دعم العديد من القبائل وكذلك من اتباع الدوناتية في منطقة روسيكادي. بعد بعض النجاحات، والاستيلاء على مدينة قيصرية. أرسل فالنتينيان الأول القائد ثيودوسيوس الأكبر (والد ثيودوسيوس الأول) لمواجهة ثورة فرموس ضد الأمبراطورية، أُجبر على الانتحار عام 372 أو 375م، بعد هزيمته من قبل ثيودوسيوس الأكبر بفضل خيانة أخيه غيلدون له. تم نقل جثته على ظهر جمل إلى سيطيفي، كدليل على نهاية التمرد.
أعقب هذه الأحداث ثورة أخيه غيلدون في 397م.

## مواضيع مرتبطة
- الأمبراطورية الرومانية
- أمازيغ
- غيلدون